# Ruin My Life
«Ruin My Life» (en español: Arruina mi vida) es una canción de la cantante y compositora sueca Zara Larsson. TEN, Epic Records y Sony Music fue lanzada el 18 de octubre de 2018 como un sencillo independiente, pero finalmente fue incluido en la edición estándar de su tercer álbum de estudio Poster Girl.

## Composición
«Ruin My Life» ha sido descrita como una «pista de pop y R&B», con un sonido de batería bailable respaldada por una guitarra eléctrica y un teclado, a su vez respaldado por sintetizadores.  La revista Paper describió la canción como «el momento más soñador de Larsson, con fallas de piano pensativos y coros cinematográficos que suenan como si estuvieras en una película, moviéndose de una manera ascendentemente emocional con los parámetros de un estadio. Asimismo, se descubre el lado más oscuro de Larsson en términos líricos, pasando por la dinámica de una relación tóxica y con un fatalismo autoaniquilante». Por su parte, el estribillo de Larsson de I want you to ruin my life/ruin my life/ruin my life (en español: Quiero que arruines mi vida / arruines mi vida / arruines mi vida) puede parecer ingenuamente imprudente pero, como explica la cantante, aprovecha un sentimiento más universal.

## Promoción
En septiembre del 2018, Larssón anunció en Instagram el lanzamiento del sencillo, compartiendo asu vez la portada del mismo. Más tarde, Larsson apareció en una entrevista por la BBC Radio 1 para hablar sobre la canción con Greg James.

## Recepción

### Comentarios de la crítica
Natasha Azarmi de Aftonbladet describió a la canción de Larsson como una mezcla entre los dos estados de ánimo del álbum anterior So Good, en el sentido de que presenta una «tranquilidad en los versos» y luego aumenta el ritmo del coro. Además de elogiar el potencial de la voz de Larsson y notar los «ritmos», Azarmi afirmó que el sencillo «carece de pena y desesperación» para ser efectiva, cuestión que la lleva a esperar de Larsson una cierta «vulnerabilidad» en su próximo álbum.

## Lista de canciones
Descarga digital – Sencillo

| N.º | Título         | Duración |  |
| 1.  | «Ruin My Life» | 3:10     |  |

## Posicionamiento en las listas
| Alemania               | Official German Charts         | 62 |
| Australia              | ARIA                           | 32 |
| Austria                | Ö3 Austria Top 40              | 51 |
| Bélgica                | Ultratop 50 Flanders           | 41 |
| Bélgica                | Ultratop 50 Wallonia           | 50 |
| Canadá                 | Canadian Hot 100               | 68 |
| Canadá                 | CHR/Top 40                     | 25 |
| Canadá                 | Hot AC                         | 49 |
| Croacia                | HRT                            | 44 |
| Dinamarca              | Tracklisten                    | 21 |
| Emiratos Árabes Unidos | Lanet                          | 1  |
| Escocia                | Official Charts Company        | 14 |
| Eslovaquia             | Rádio Top 100                  | 95 |
| Eslovaquia             | Singles Digitál Top 100        | 34 |
| Estados Unidos         | Adult Top 40                   | 22 |
| Estados Unidos         | Billboard                      | 76 |
| Estados Unidos         | Bubbling Under Hot 100 Singles | 10 |
| Estados Unidos         | Mainstream Top 40              | 18 |
| Estonia                | IFPI                           | 40 |
| Finlandia              | Suomen virallinen lista        | 20 |
| Grecia                 | IFPI Greece                    | 34 |
| Irlanda                | IRMA                           | 5  |
| Israel                 | Media Forest TV Airplay        | 9  |
| Letonia                | Latvijas Top 40                | 10 |
| México                 | Billboard                      | 8  |
| Noruega                | VG-lista                       | 14 |
| Nueva Zelanda          | Recorded Music NZ              | 28 |
| Países Bajos           | Single Top 100                 | 60 |
| Países Bajos           | Tipparade                      | 1  |
| Portugal               | AFP                            | 45 |
| Reino Unido            | UK Singles Chart               | 9  |
| República Checa        | Singles Digitál Top 100        | 53 |
| Rumania                | Airplay 100                    | 80 |
| Suecia                 | Sverigetopplistan              | 2  |
| Suiza                  | Schweizer Hitparade            | 71 |

| Portugal | AFP               | 299 |
| Suecia   | Sverigetopplistan | 77  |

## Certificaciones
| País           | Organismo certificador | Certificación | Ventas certificadas | Simbolización | Ref.   |
| -------------- | ---------------------- | ------------- | ------------------- | ------------- | ------ |
| Australia      | ARIA                   | Platino       | 70 000              | ▲             | [ 45 ] |
| Brasil         | Pro-Música Brasil      | Platino       | 40 000              | ▲             | [ 46 ] |
| Canadá         | Music Canada           | Platino       | 80 000              | ▲             | [ 47 ] |
| Dinamarca      | IFPI — Dinamarca       | Platino       | 90 00               | ▲             | [ 48 ] |
| Estados Unidos | RIAA                   | Oro           | 500 000             | ●             | [ 49 ] |
| Noruega        | IFPI — Noruega         | 2× Platino    | 120 000             | ▲             | [ 50 ] |
| Nueva Zelanda  | RMNZ                   | Oro           | 15 000              | ●             | [ 51 ] |
| Polonia        | ZPAV                   | Oro           | 10 000              | ●             | [ 52 ] |
| Reino Unido    | BPI                    | Platino       | 600 000             | ▲             | [ 53 ] |
| Suecia         | GLF                    | 2× Platino    | 16 000 000          | ▲             | [ 54 ] |

## Historial de lanzamientos
| Región         | Fecha                 | Formato                           | Discográfica | Ref.          |
| -------------- | --------------------- | --------------------------------- | ------------ | ------------- |
| Mundo          | 18 de octubre de 2018 | Descarga digital                  | TEN · Epic   | [ 55 ] [ 56 ] |
| Estados Unidos | 29 de octubre de 2018 | Música Contemporánea para Adultos | Epic         | [ 57 ]        |
| Estados Unidos | 30 de octubre de 2018 | Top 40 Radio                      | Epic         | [ 58 ]        |